# Ceromacra tymber
Ceromacra tymber är en fjärilsart som beskrevs av Pieter Cramer 1777. Ceromacra tymber ingår i släktet Ceromacra och familjen nattflyn. Inga underarter finns listade i Catalogue of Life.